# Chrzanów (gmina w województwie lubelskim)
Chrzanów – gmina wiejska w województwie lubelskim, w powiecie janowskim. W latach 1975–1998 gmina położona była w województwie tarnobrzeskim.
Siedziba gminy to Chrzanów.

## Historia
Gmina (gromada) Chrzanów powstała w 1377. W 1517 została podzielona na dwie jednostki. W 1810 utworzono zbiorową gminę Chrzanów Szlachecki, a w latach trzydziestych XIX w. takąż gminę Chrzanów Ordynacki. W 1864 obie gminy zostały połączone i powiększone. W latach siedemdziesiątych XIX w. włączono do Chrzanowa gminę Zdziłowice.
Według stanu na 30 września 1921 gmina Chrzanów obejmowała miejscowości Aleksandrówka, Batorz, Batorz Ordynacki, Branew Ordynacka, Branew Szlachecka, Branewka, Chrzanów, Dalekowice, Łada, Malinie, Otrocz, Sapy, Wólka Batorska i Zdziłowice. Gmina liczyła 9785 mieszkańców.
W czasie wojny gmina Chrzanów należała do powiatu kraśnickiego. Obejmowała dziesięć wsi: Branew, Branewka, Branewka Kolonia, Chrzanów I, Chrzanów II, Chrzanów III, Chrzanów IV, Łada, Malinie, Otrocz.
Po wojnie, obszar gminy Chrzanów obejmował na dzień 1 listopada 1952 r. gromady: Branew Ordynacka, Branew Szlachecka, Branew Kolonia, Branewka Kolonia, Branewka, Chrzanów I, Chrzanów II, Chrzanów III, Chrzanów IV, Łada, Malinie, Otrocz.
1 stycznia 1958 do gromady Chrzanów powiatu janowskiego włączono ponownie wieś i kolonię Otrocz z gromady Tokary powiatu krasnostawskiego.
W latach 1955–1973 funkcjonowała gromada Chrzanów. W 1977 gminę zlikwidowano, a jej obszar włączono do gminy Dzwola. Jej reaktywacja, po usilnych staraniach, nastąpiła w 1982.
Według danych z 31 grudnia 2020 gminę zamieszkiwało 2887 osób.

## Struktura powierzchni
Według danych z roku 2002 gmina Chrzanów ma obszar 70,03 km², w tym:
- użytki rolne: 86%
- użytki leśne: 12%

Gmina stanowi 8% powierzchni powiatu.

## Demografia

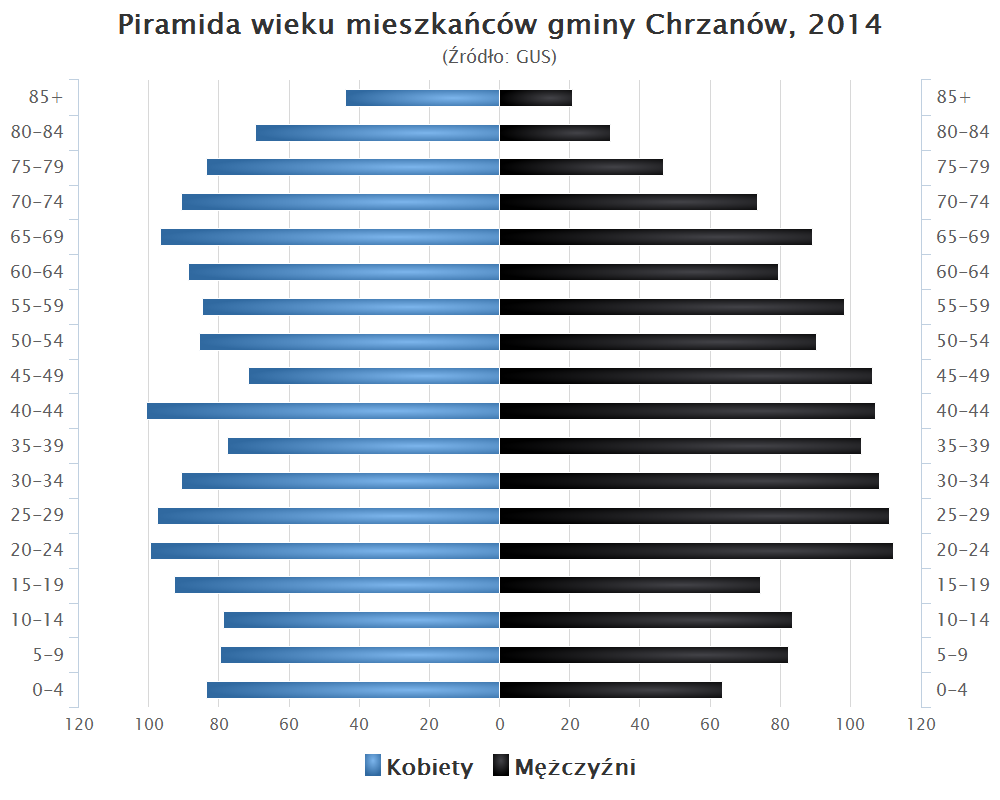
Piramida wieku mieszkańców gminy Chrzanów w 2014 roku

Liczba ludności (dane z 31 grudnia 2020):
|        | Ogółem | Ogółem | Kobiety | Kobiety | Mężczyźni | Mężczyźni |
| osób   | %      | osób   | %       | osób    | %         |           |
| ------ | ------ | ------ | ------- | ------- | --------- | --------- |
| Ogółem | 2887   | 100    | 1457    | 50,47   | 1430      | 49,53     |
| Miasto | 0      | 0      | 0       | 0       | 0         | 0         |
| Wieś   | 2887   | 100    | 1457    | 50,47   | 1430      | 49,53     |

▶Wieś vs ▶miasto
Ogółem (▶k, ▶m)
Wieś (▶k, ▶m)

## Sołectwa
Chrzanów (sołectwa: Chrzanów I, Chrzanów II, Chrzanów III i Chrzanów IV), Chrzanów-Kolonia, Łada, Malinie, Otrocz

## Sąsiednie gminy
Dzwola, Godziszów, Goraj, Turobin, Zakrzew